# Ekaterina Potego
Ekaterina Potego (russisch Екатерина Потего) (* 21. April 1984 in Moskau) ist eine österreichische Sopranistin russischer Abstammung.

## Biografie
Ekaterina Potego bekam ihre Ausbildung zur lyrischen Sopranistin zuerst in der Opernschule der Gnessin-Musikakademie Moskau unter der Leitung von Kammersängerin Sara Doluchanowa. Dann besuchte sie die Musikhochschule Ippolitowa-Iwanowa unter Führung von Ludmila Slepnewa. Sie vervollständigte ihre Ausbildung  zur lyrischen Sopranistin in ihrer Wahlheimat Österreich, am Konservatorium der Stadt Wien bei Julia Cornwell, wo sie mit Auszeichnung abschloss. Zu ihren wichtigsten Lehrern gehörten Christa Ludwig und Alfred Burgstaller. Sie sang an der Kammeroper Wien in den Opern Gianni Schicchi von Giacomo Puccini und Così fan tutte von Wolfgang Amadeus Mozart und in der Operette Die Fledermaus von Johann Strauss. Neben ihrer Tätigkeit als Solistin an der Wiener Staatsoper verkörperte sie unter anderem die Hauptrolle der Pamina und die der Ersten Dame in der Oper Die Zauberflöte von Mozart bei den Opernfestspielen Sankt Margarethen. Als internationale Solistin ist sie auch als Konzertsängerin tätig. Zum Beispiel war sie aufgrund einer persönlichen Einladung von Maharaja Gaj Singh von Jodhpur (Provinz Radjastan) in Indien und trat im historischen Fort Mehrangarh als Solosängerin auf.
Ekaterina Potego ist Initiatorin und künstlerische Leiterin einer Konzertreihe, die sich selbst als „Musik entlang der Seidenstraße“ (Silkroad) bezeichnet.